# 搭电启动

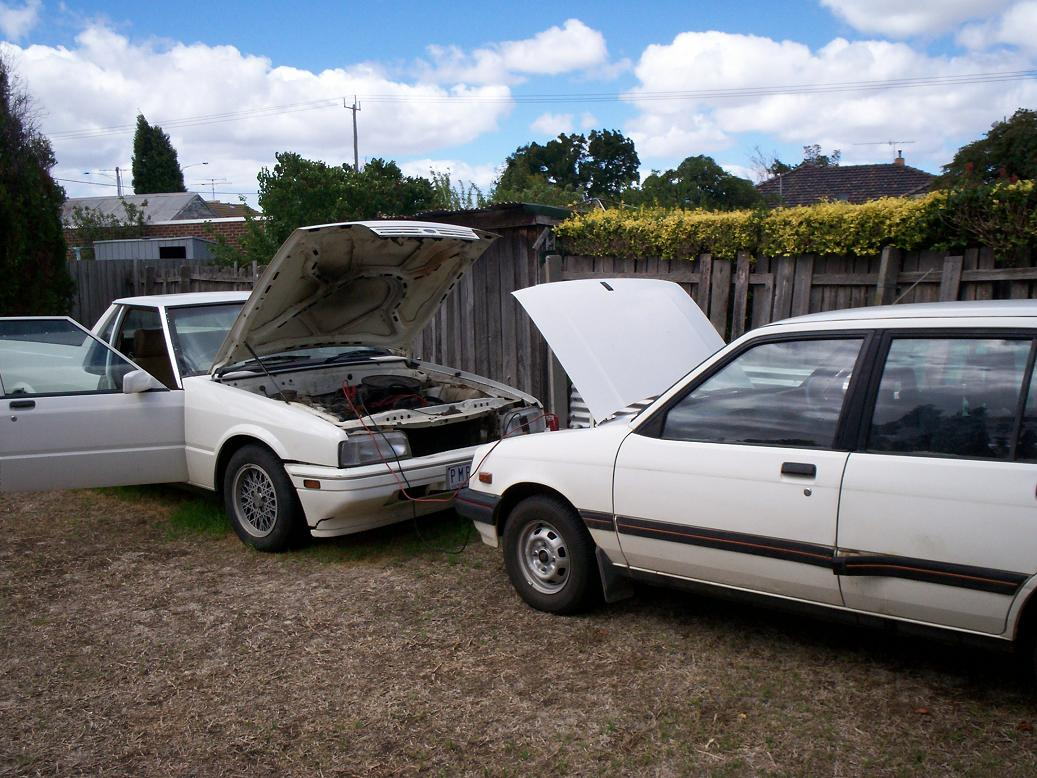
搭电启动车辆

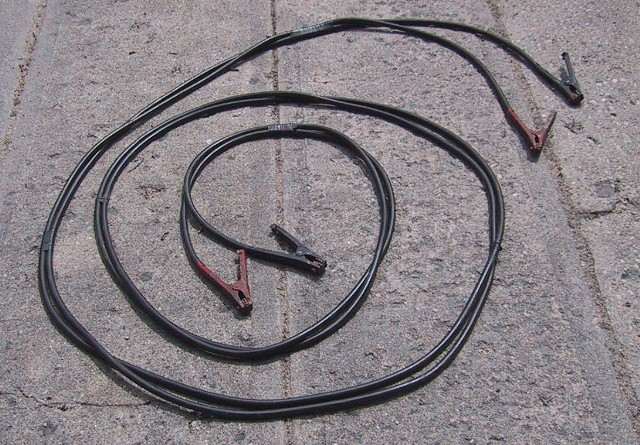
鳄鱼夹，也称电夹，用于连接跳线电缆。

搭电启动（英語：jump start；或称，即升压）也称跨接、借电，粵語中又俗稱為過江龍，是将另一台车辆的电池或其他外部电源连接到起动电池耗尽的车辆上以启动车辆的方法。在车辆启动后，其正常的充电系统就可以充电，即可以移除辅助电源。只要车辆的充电系统正常，正常运行的车辆将恢复对电池的充电。
车辆电池可能因发动机未运行时使用大灯或点火开关等而被意外耗尽，驾驶员可以携带跳线电缆以备应对此意外情况。车辆手册中应已写明连接与断开电缆的安全流程。

## 跳线

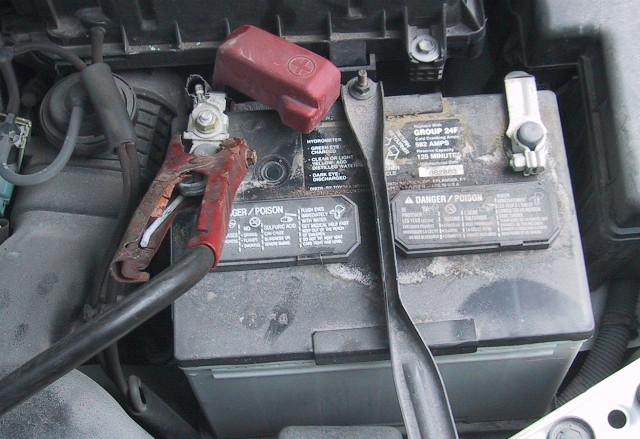
将跳线连接到正极接线柱

跳线电缆（也称为增压电缆或跳线）是一对具有足够容量的绝缘线，每端具有鳄鱼夹，以将缺电设备/车辆与辅助电源（例如具有相同系统电压的另一车辆或设备）或另一电池互连。鳄鱼夹可能用绝缘材料覆盖以防止意外短路。夹子可能由铜或钢制成。鳄鱼夹通常用黑色（-）和红色（+）标示以指示极性。

## 限制
在过充电的情况下，操作铅酸电池可能通过电池内的水的电解产生易燃的氢气。搭电启动通常在汽车的说明手册中有所描述。连接的推荐顺序旨在减少意外短路良好电池或点燃氢气的几率。用户手册应有展示跳线电缆的首选连接位置。例如，一些车辆有安装在座椅下方的电池，或者在发动机舱中有跳线端子。
跳线不应在不同电压的系统之间互连。将6V与12V的系统连通可能导致损坏。
如果缺电的电池为物理损坏、电解质液位低、衰退或冻结，搭线启动不能修复电池。被冻结的电池不应被搭线启动，因为电池可能爆炸。

## 其他方法
配有连接电缆和充电器的手持便携式电池可以如另一车辆的电池一样使用。若为一个独立的包含电池的跳线箱，那么可直接连接到需要增压的发动机电池。便携式增压器可以在向车辆发送电力前自动感测电池的极性，从而消除由于连接倒转而可能导致的损坏。已存在多种、多功能的可用于对其他电子设备充电的便携式增压启动器。

### 点烟器输出
有别于跳线电缆的另一种方法是连接两辆车12伏电源输出（點菸器输出）的电缆。虽然这消除了电池端子附近的连接不正确和产生电弧的担心，但通过这种连接可取得的电流量很小。该方法通过缓慢地为电池再充电而非提供起动所需的电流来工作。发动机起动电机的电流消耗将超过点烟器输出的熔断额定值。当钥匙为关闭时，许多车辆关闭点烟器输出，那时该技术不可用，除非将点火钥匙转到合适位置或将点烟器输出连接到电池。

### 充电器
驾驶与服务车库通常有基于市電的便携式电池充电器。非常小的“涓流”充电器仅旨在维持停放或存储车辆上的电荷，但较大的充电器可以将足够的电荷存入电池中以允许在几分钟内启动。电池充电器可以是完全手动，也可以包括时间和充电电压的控制。施加高电压的电池充电器（例如在12伏标称系统上大于14.4伏）将导致电池排放氢气，这可能损坏电池或产生爆炸风险。电池可以被充电而不从车辆移除，但是在典型的放在路边的情况下，可能没有方便的电源在附近。

### 电池升压器和跳线起动器
一些AC电池充电器具有升压、发动机起动或发动机辅助功能。尽管能够协助搭电启动缺电的汽车电池，但这些类型的电池充电器在较长的时间段上执行它们的任务，而不是瞬时提升。通过电池充电器提升缺电电池可能需要5到20分钟，具体取决于放电深度（DOD）、车辆电池的健康度以及发动机的类型（发动机排量）。交流电源通常无法用于路边升压。
跳线起动器是允许车辆搭线启动的便携式电池装置。这些设备的操作类似于跳线电缆，但不需要额外的车辆来为缺电的车辆电池提供所需的电力。跳线起动器有各种尺寸（通常额定安培）。目前市场上的大多数跳线起动器使用铅酸电池并要求400至1700安培的额定值。铅酸起动器的主要缺点是在重量、尺寸和电池化学性质。铅酸跳线起动器可能很沉重和大体积，使得它们在车辆之间运输不够方便。铅酸电池可能自放电产生称为硫酸盐化的条件，这将永久性损失电池容量，完全有可能在几个月内毁掉全新的铅酸电池而必须更换。
使用锂离子电池的跳线起动器在2013年开始在市场上出现。大多数锂跳线起动器品牌使用高放电锂聚合物或锂离子电池。锂跳线起动器非常紧凑且重量很轻，比铅酸等效产品小90％。

### 助推启动
具有手動變速器的车辆可以靠推力起动。在推动车辆时需要小心行事，并可能需要几个人或另一车辆的辅助。如果车辆电池不能向点火系统提供电力，则助推起动可能无效。大多数具有自动变速器的车辆不能以这种方式起动，因为变速器中的液力变矩器不允许发动机由车轮驱动。

### 军用车辆

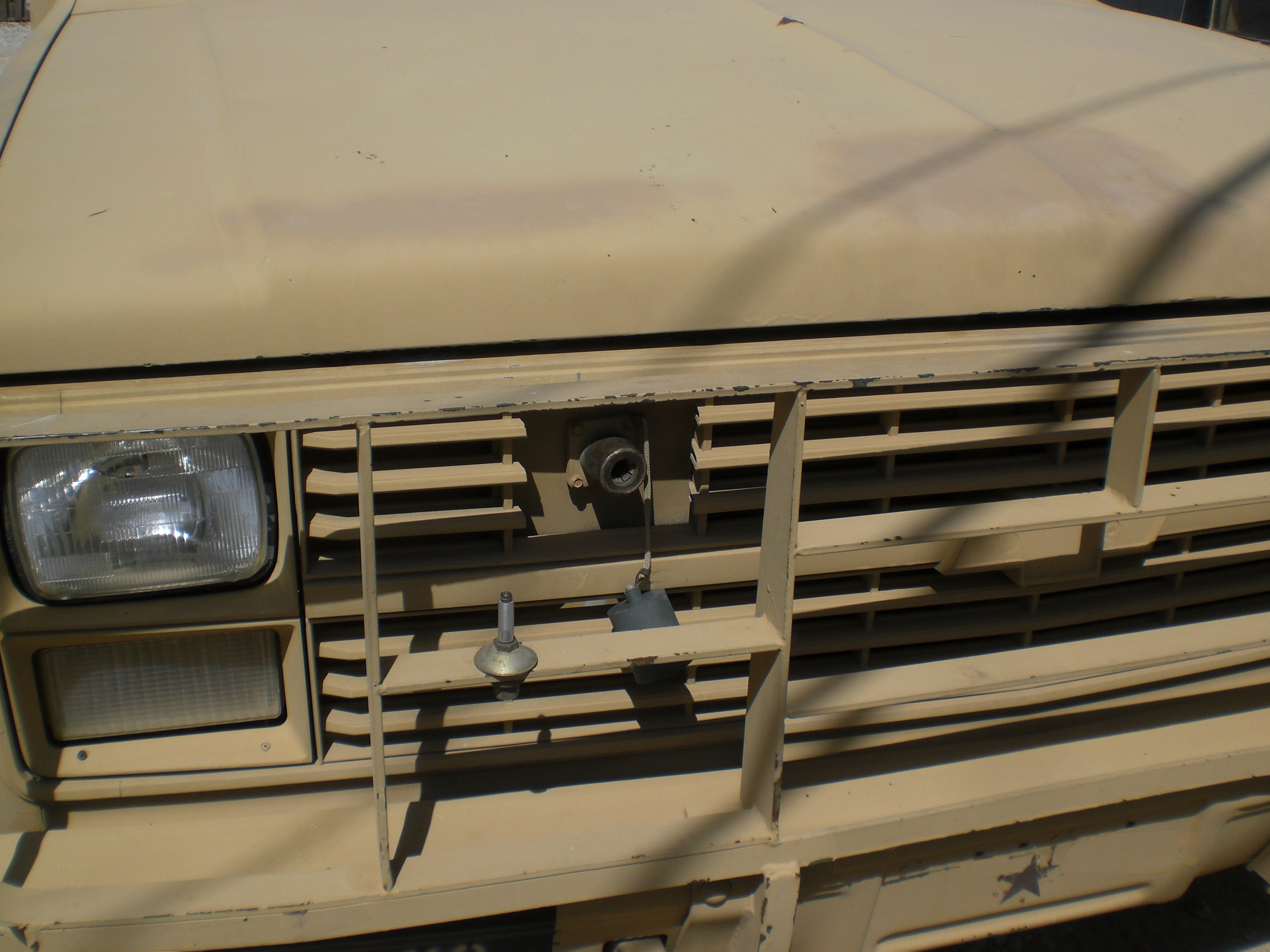
一台M1009 CUCV上的从属插座

军事用语中通常称为“从动起动”（slave starting），这为军用车辆简化了搭电起动流程。北约军队使用的战术车辆STANAG 4074具有24伏电气系统，并有标准的从属插座便于连接。从属电缆插入每个车辆上的插座，在已启动车辆的发动机运行的情况下启动失效车辆。

## 风险
驾驶人员可能因电池爆炸而严重受伤。根据国家公路交通安全协会的研究报告估计，在1994年的美国，有大约442人在尝试搭电启动时因电池爆炸受伤。

## 电压问题
在以前，特别是在寒冷气候中，会使用两个串联的电池来进行搭电启动，以向12伏的起动电动机提供24伏电压。
大型卡车、挖掘设备或使用柴油引擎的车辆可能使用24伏电气系统。它们通常有使用两个12V汽车电池串联得到的24V电源：因此可以仅使用两个电池中的一个12V电气系统来搭电启动车辆。
老式汽车可能使用6伏的电气系统，或者可能将电池的正极端子连接到底盘。因此它不能搭电启动12伏、负接地的车辆。
混合動力車輛可能是非常小的12伏电池系统，不适合用于为常规车辆提供搭电启动所需的大量电流。但是，由于混合动力汽车的12伏系统只需要启动车辆的控制系统，非常小的便携式电池可以成功地启动已经意外放电其12伏系统的混合动力汽车；主推进电池也不太可能被放尽。